# 't Jachthuis
 't Jachthuis is een jachthuis en voormalig in Park Vredehof bij Paleis Soestdijk in Soest. Het pand is een rijksmonument en wordt gebruikt als woonhuis.
Het rietgedekte jachthuis in 1834 gebouwd voor Willem Alexander Paul Frederik Lodewijk, erfprins van Oranje. Het jachthuis stond eerst op de hoek Amsterdamsestraatweg-Biltseweg. Bij een reconstructie van het kruispunt werd het jachthuis afgebroken en herbouwd op de huidige plaats. Daarbij werd het huis een kwartslag gedraaid. Het jachthuis is een van de vier nog bestaande huisjes die in de eerste helft van de negentiende eeuw werden gebouwd voor de kinderen van prins Willem (de latere koning Willem II) en prinses Anna Paulowna.

## Park Vredehof
Park Vredehof vormt de verbinding tussen de Regentesselaan en de Jachthuislaan. Het is genoemd naar de hier gelegen achttiende-eeuwse buitenplaats Vredehof. Dit landgoed was eigendom van de familie van Renée Henriëtte van Weede. Zij woonde hier begin 20e eeuw met haar echtgenoot C.J.W. Loten van Doelen Grothe, die burgemeester van Soest was tussen 1881 en 1914. De buitenplaats Vredehof is na de Tweede Wereldoorlog afgebroken. In Park Vredehof staat ook de Nederlands hervormde Emmakerk.